# Theodor von Brand (Parasitologe)
Theodor Kurt Freiherr von Brand zu Neidstein (* 22. September 1899 in Ortenberg; † 19. Juli 1978 in Bethesda) war ein deutschamerikanischer Parasitologe.

## Leben
Theodor von Brand stammte aus dem Adelsgeschlecht von Brand zu Neidstein. Er war das zweite von drei Kindern des bayerischen Majors Philipp von Brand zu Neidstein (* 1868) und dessen Ehefrau Diana, geborene Freiin von Hirsch. Ihr gehörte von 1932 bis 1942 das Schloss Ortenberg.
Brand studierte Zoologie und Medizin, wobei er in beiden Fächern promoviert wurde. Er war Assistent bei Ernst Weinland an der Universität Erlangen und ging 1929 an das Tropeninstitut in Hamburg (Bernhard-Nocht-Institut für Tropenmedizin) als Assistent in die Abteilung Protozoologie. 1933 musste er gemäß dem erlassenen Gesetz zur Wiederherstellung des Berufsbeamtentums wegen seiner jüdischen Mutter das Institut verlassen. Er ging über Kopenhagen 1935 in die USA. An der Johns Hopkins University führte er als einer der ersten biochemische Untersuchungen an Parasiten durch. Ab 1947 war er Abteilungsleiter an dem National Institutes of Health in Bethesda (Maryland).
Er begründete die Biochemie und die Erforschung des Stoffwechsels von Parasiten aus der Gruppe der Helminthen und Protozoen.
1978 erhielt er die Robert-Koch-Medaille.
Im Juli 1973 erbte er von seinem Bruder Philipp-Theodor (* 1898), in der Nachkriegszeit Protokollchef der Bayerischen Staatskanzlei, das Schloss Neidstein, das er regelmäßig besuchte. Sein Sohn Theodor P. von Brand (1926–2004) wurde in den Vereinigten Staaten ein angesehener Arbeitsrechtler.

## Schriften
- Biochemistry of Parasites. Academic Press 1966, 2. Auflage 1973.
- Chemical physiology of endoparasitic animals. Academic Press 1952.
- Biochemistry and physiology of endoparasites. North Holland/Elsevier 1979.